# Spoorlijn Dortmund - Soest
De spoorlijn Dortmund - Soest is een Duitse spoorlijn en is als spoorlijn 2103 onder beheer van DB Netze.

## Geschiedenis
Het traject werd door de Bergisch-Märkische Eisenbahn-Gesellschaft op 9 juli 1855 geopend.

## Treindiensten
De Deutsche Bahn verzorgt het personenvervoer op dit traject met ICE, RE en RB treinen. De Eurobahn verzorgt het personenvervoer op dit traject met RB treinen.
| Serie       | Treinsoort                           | Route | Bijzonderheden                                                                                              |
| ----------- | ------------------------------------ | --- | --- |
| ICE 10      | InterCityExpress (DB Fernverkehr)    | Berlin Gesundbrunnen – Berlin Hbf – Berlin Spandau – Wolfsburg Hbf – Hannover Hbf – [ Bremen Hbf – Oldenburg (Oldb) Hbf ] / [ Bielefeld Hbf – Hamm (Westf) – [ Hagen Hbf – Wuppertal Hbf – Köln Hbf – Bonn Hbf – Koblenz Hbf ] / [ Dortmund Hbf – Bochum Hbf – Essen Hbf – Mülheim (Ruhr) Hbf – Duisburg Hbf – Düsseldorf Flughafen – Düsseldorf Hbf – Köln Messe/Deutz – Köln Hbf ]                    | Vanaf Hamm één treindeel naar Keulen en één naar Düsseldorf. Één trein per dag tussen Berlijn en Oldenburg. |
| 100 ICE 43  | Intercity-Express (NS International) | Amsterdam Centraal – Utrecht Centraal – Arnhem Centraal – Oberhausen Hbf – Duisburg Hbf – Düsseldorf Hbf ] / [ Hannover Hbf – Minden (Westf) – Herford – Bielefeld Hbf – Gütersloh Hbf – Hamm (Westf) – Hagen Hbf – Wuppertal Hbf ] – Köln Hbf – Siegburg/Bonn – Frankfurt (Main) Flughafen Fernbahnhof – Mannheim Hbf – Karlsruhe Hbf – Offenburg – Freiburg (Breisgau) Hbf – Basel Bad Bf – Basel SBB | Eén keer per dag tussen Amsterdam en Basel.                                                                 |
| RE 7        | Regional-Express (National Express)  | Rheine – Münster (Westf) Hbf – Hamm (Westf) – Hagen Hbf – Wuppertal Hbf – Solingen Hbf – Köln Hbf – Neuss Hbf – Krefeld Hbf | Rhein-Münsterland-Express                                                                                   |
| 20050 RE 13 | Regional-Express (Eurobahn)          | Venlo – Mönchengladbach Hbf – Neuss Hbf – Düsseldorf Hbf – Wuppertal Hbf – Hagen Hbf – Hamm (Westf) | Maas-Wupper-Express                                                                                         |
| RE 57       | Regional-Express (DB Regio NRW)      | Dortmund Hbf – Fröndenberg – Arnsberg (Westf) – Meschede – Bestwig – [ Winterberg (Westf) ] Brilon Stadt | Dortmund-Sauerland-Express                                                                                  |
| RB 52       | Regionalbahn (DB Regio NRW)          | Lüdenscheid – Brügge (Westf) – Schalksmühle – Hagen Hbf – Herdecke – Dortmund Tierpark – Dortmund Hbf | Volmetal-Bahn zondagmorgen 1x per twee uur Hagen-Lüdenscheid                                                |
| RB 53       | Regionalbahn (DB Regio NRW)          | Dortmund Hbf – Dortmund Hörde – Schwerte (Ruhr) – Iserlohn | Ardey-Bahn 2x per uur Dortmund-Schwerte, 1x per uur van/naar Iserlohn en in het weekend                     |
| RB 59       | Regionalbahn (Eurobahn)              | Dortmund Hbf – Dortmund Hörde – Holzwickede – Unna – Werl – Soest | Hellweg-Bahn 2x per uur, 1x per uur in het weekend                                                          |

## Aansluitingen
In de volgende plaatsen is of was er een aansluiting op de volgende spoorlijnen:
Dortmund Hauptbahnhof
DB 2100, spoorlijn tussen Dortmund en Gronau
DB 2106, spoorlijn tussen Dortmund Hauptbahnhof en aansluiting Körne
DB 2125, spoorlijn tussen aansluiting Stockumer Straße en Dortmund Hauptbahnhof
DB 2158, spoorlijn tussen Bochum en Dortmund
DB 2190, spoorlijn tussen Bochum en Dortmund
DB 2192, spoorlijn tussen Dortmund Hauptbahnhof en Dortmund-Hörde
DB 2210, spoorlijn tussen Herne en Dortmund
DB 2650, spoorlijn tussen Keulen en Hamm
DB 2801, spoorlijn tussen Hagen en Dortmund
aansluiting Dortmunderfeld Dfd
DB 2801, spoorlijn tussen Hagen en Dortmund
aansluiting Schnettkerbrücke
DB 2120, spoorlijn tussen Dortmund aansluiting Flm en aansluiting Schnettkerbrücke
Dortmund Signal Iduna Park
DB 2423, spoorlijn tussen Düsseldorf-Derendorf en Dortmund Süd
Dortmund-Hörde
DB 2113, spoorlijn tussen Dortmund-Hörde en Schwerte
DB 2192, spoorlijn tussen Dortmund Hauptbahnhof en Dortmund-Hörde
Holzwickede
DB 2840, spoorlijn tussen Schwerte en Holzwickede
Unna
DB 2852, spoorlijn tussen Fröndenberg en Unna
DB 2932, spoorlijn tussen Unna en Hamm
DB 2933, spoorlijn tussen Unna en Kamen
Soest
DB 1760, spoorlijn tussen Hannover en Soest
DB 2930, spoorlijn tussen Soest en Hamm
DB 9218, spoorlijn tussen Soest en Belecke

## Elektrische tractie
Het traject werd tussen 1964 en 1970 geëlektrificeerd met een wisselspanning van 15.000 volt 16⅔ Hz.